# Saint-Alexandre (Gard)
Saint-Alexandre é uma comuna francesa na região administrativa de Occitânia, no departamento de Gard. Estende-se por uma área de 12,87 km². Em 2010 a comuna tinha 1 250 habitantes (densidade: 97,1 hab./km²).